# Medal Mariana Smoluchowskiego

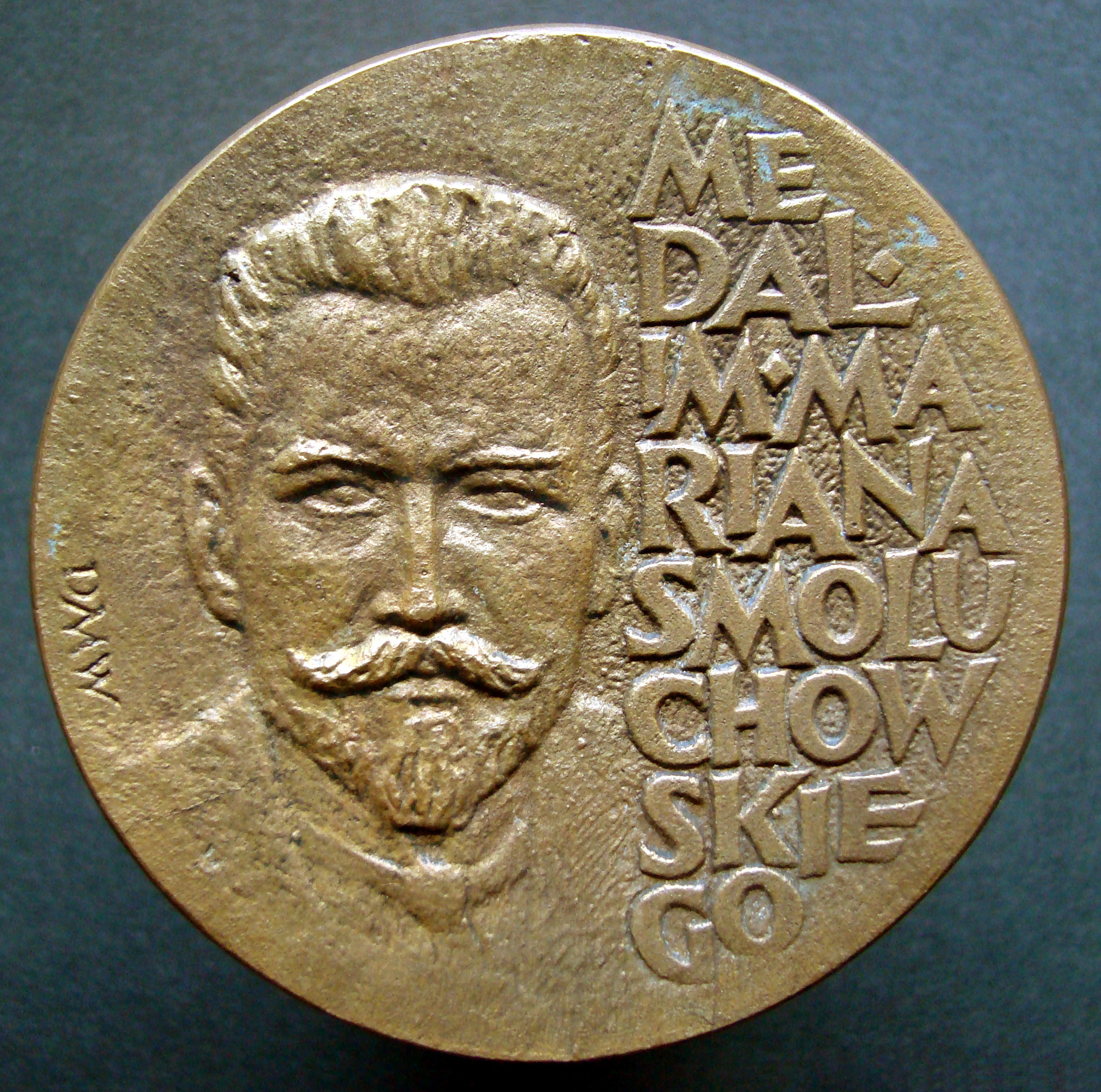
Medal Mariana Smoluchowskiego

Medal Mariana Smoluchowskiego – najwyższa nagroda przyznawana przez Polskie Towarzystwo Fizyczne za osiągnięcia w fizyce, w tym astrofizyce i astronomii, od 1965 roku i w różnych odstępach czasowych. Większość laureatów to Polacy, choć wyróżniano też obcokrajowców.

## Charakterystyka

### Reguły i tradycje przyznawania
Medal ten jest najwyższym odznaczeniem Polskiego Towarzystwa Fizycznego, ustanowionym na cześć Mariana Smoluchowskiego. Przyznawany jest osobom, których prace przyczyniły się w sposób wybitny do rozwoju co najmniej jednej z dziedzin fizyki oraz za zasługi dla rozwoju fizyki w Polsce, bez względu na stopień, tytuł naukowy, miejsce pracy i przynależność państwową nagrodzonego. Może być przyznawany za pracę ogłoszoną drukiem lub za całokształt dorobku naukowego.
Medal jest przyznawany przez Komisję Nagród i Odznaczeń PTF nie częściej niż raz do roku. Do 2023 roku nagrody w dwunastu różnych latach nie przyznano, a nagrody za lata 2003 i 2004 połączono. Do 2021 roku dwukrotnie zdarzyło się, że w jednym roku nagrodę dostała więcej niż jedna osoba (1969 i 1970), nie licząc wspomnianego połączenia 2003 i 2004. Do 2023 roku medalistów ze wszystkich lat było łącznie 46.

### Medal a inne nagrody
W gronie laureatów Medalu znaleźli się też nobliści; do 2021 roku były trzy takie przypadki:
- 1973: Subrahmanyan Chandrasekhar (nobel 1983),
- 1980: Benjamin Mottelson (nobel 1975),
- 1984: Witalij Ginzburg (nobel 2003).

Inni wybitni laureaci związani z zagranicą to Gieorgij Florow (1974), Victor Weisskopf (1977) i Arnold Wolfendale (1992).
Laureaci Medalu otrzymywali też porównywalnie prestiżową Nagrodę FNP, czasem zwaną „polskim noblem”; do 2023 roku było osiem takich przypadków:

- 1986: Andrzej Trautman (FNP 2017),
- 2000: Bohdan Paczyński (FNP 1996),
- 2001: Aleksander Wolszczan (FNP 1992),
- 2008: Józef Barnaś (FNP 2009),
- 2010: Tomasz Dietl (FNP 2006),
- 2019: Józef Spałek (FNP 2016),
- 2021: Iwo Białynicki-Birula (FNP 2014),
- 2023: Ryszard Horodecki (FNP 2008).

## Wyróżnieni[1]
- 2023: Ryszard Horodecki (Gdańsk)
- 2021: Iwo Białynicki-Birula (Warszawa)
- 2020: nie przyznano
- 2019: Józef Spałek (Kraków)
- 2018: nie przyznano
- 2017: Jerzy Lukierski
- 2016: nie przyznano
- 2015: Henryk Szymczak[2] (Warszawa)
- 2014: nie przyznano[3]
- 2013: Jan Misiewicz[4] (Wrocław)
- 2012: Douglas Cline[5] (Rochester)
- 2011: Krzysztof Pomorski (Lublin)
- 2010: Tomasz Dietl (Warszawa)
- 2009: Wojciech Żurek (Los Alamos)
- 2008: Józef Barnaś (Poznań)
- 2007: Robert Gałązka (Warszawa)
- 2006: nie przyznano
- 2005: Jan Żylicz (Warszawa)
- 2003–2004: Andrzej Białas (Kraków) i Stefan Pokorski (Warszawa)
- 2002: David Shugar (Warszawa)
- 2001: Aleksander Wolszczan (Toruń, Uniwersytet Stanu Pensylwania)
- 2000: Bohdan Paczyński (Princeton)
- 1999: Andrzej Kajetan Wróblewski (Warszawa)
- 1998: Kacper Zalewski (Kraków)
- 1997: Włodzimierz Zawadzki (Warszawa)
- 1995–1996: nie przyznano
- 1994: Ryszard Sosnowski (Warszawa)
- 1993: Stanisław Kielich (Poznań)
- 1992: Arnold Wolfendale (Durham)
- 1991: Jacek Prentki (Paryż, Genewa)
- 1990: Władysław Świątecki (Berkeley)
- 1989: Zdzisław Szymański (Warszawa)
- 1988: Andrzej Hrynkiewicz (Kraków)
- 1987: Wojciech Królikowski (Warszawa)
- 1986: Andrzej Trautman (Warszawa)
- 1985: Joseph Henry Eberly (Rochester)
- 1984: Witalij Łazarewicz Ginzburg (Moskwa; noblista z 2003)
- 1983: Jan Rzewuski (Wrocław)
- 1982: Władysław Opęchowski (Vancouver)
- 1981: Adriano Gozzini (Piza)
- 1980: Ben R. Mottelson (Kopenhaga; noblista z 1975)
- 1978: nie przyznano
- 1979: Włodzimierz Trzebiatowski (Wrocław)
- 1977: Victor Frederick Weisskopf (Cambridge (USA))
- 1976: Arkadiusz Piekara (Warszawa)
- 1975: Gerald Pearson (Stanford)
- 1974: Gieorgij Florow (Dubna)
- 1973: Subrahmanyan Chandrasekhar (Chicago; noblista z 1983)
- 1972: Leonard Sosnowski (Warszawa)
- 1971: nie przyznano
- 1970: Jerzy Gierula (Kraków) i Marian Mięsowicz (Kraków)
- 1969: Marian Danysz (Warszawa) i Jerzy Pniewski (Warszawa)
- 1968: Aleksander Jabłoński (Toruń)
- 1966–1967: nie przyznano
- 1965: Wojciech Rubinowicz (Warszawa)